# 2001-es fedett pályás atlétikai világbajnokság
A 2001-es fedett pályás atlétikai világbajnokságot Lisszabonban, Portugáliában rendezték március 9. és március 11. között. A vb-n 28 versenyszámot rendeztek.

## A magyar sportolók eredményei
Magyarország a világbajnokságon négy sportolóval képviseltette magát.

## Éremtáblázat
(A táblázatban a rendező nemzet eltérő háttérszínnel kiemelve.)
| Helyezés | Nemzet                  | Arany | Ezüst | Bronz | Összesen |
| 1.       | Egyesült Államok        | 7     | 7     | 2     | 16       |
| 2.       | Oroszország             | 4     | 6     | 5     | 15       |
| 3.       | Jamaica                 | 2     | 2     | 2     | 6        |
| 4.       | Csehország              | 2     | 0     | 1     | 3        |
| 4.       | Svédország              | 2     | 0     | 1     | 3        |
| 6.       | Marokkó                 | 2     | 0     | 0     | 2        |
| 7.       | Nagy-Britannia          | 1     | 2     | 1     | 4        |
| 8.       | Fehéroroszország        | 1     | 1     | 1     | 3        |
| 9.       | Kuba                    | 1     | 1     | 0     | 2        |
| 10.      | Bulgária                | 1     | 0     | 1     | 2        |
| 10.      | Portugália              | 1     | 0     | 1     | 2        |
| 12.      | Bahama-szigetek         | 1     | 0     | 0     | 1        |
| 12.      | Olaszország             | 1     | 0     | 0     | 1        |
| 12.      | Mozambik                | 1     | 0     | 0     | 1        |
| 12.      | Lengyelország           | 1     | 0     | 0     | 1        |
| 16.      | Románia                 | 0     | 2     | 0     | 2        |
| 16.      | Ukrajna                 | 0     | 2     | 0     | 2        |
| 18.      | Spanyolország           | 0     | 1     | 3     | 4        |
| 19.      | Dél-afrikai Köztársaság | 0     | 1     | 1     | 2        |
| 20.      | Ausztria                | 0     | 1     | 0     | 1        |
| 20.      | Belgium                 | 0     | 1     | 0     | 1        |
| 20.      | Kajmán-szigetek         | 0     | 1     | 0     | 1        |
| 20.      | Izland                  | 0     | 1     | 0     | 1        |
| 24.      | Franciaország           | 0     | 0     | 2     | 2        |
| 24.      | Németország             | 0     | 0     | 2     | 2        |
| 26.      | Ausztrália              | 0     | 0     | 1     | 1        |
| 26.      | Kenya                   | 0     | 0     | 1     | 1        |
| 26.      | Hollandia               | 0     | 0     | 1     | 1        |
| 26.      | Svájc                   | 0     | 0     | 1     | 1        |
| Összesen | Összesen                | 28    | 29    | 27    | 84       |

## Érmesek
- WR – világrekord
- CR – világbajnoki rekord
- AR – kontinens rekord
- NR – országos rekord
- PB – egyéni rekord
- WL – az adott évben aktuálisan a világ legjobb eredménye
- SB – az adott évben aktuálisan az egyéni legjobb eredmény

### Férfi
| Versenyszám     | Arany                                                                               | Arany      | Ezüst                                                                                         | Ezüst      | Bronz                                                                            | Bronz      |
| --------------- | ----------------------------------------------------------------------------------- | ---------- | --------------------------------------------------------------------------------------------- | ---------- | -------------------------------------------------------------------------------- | ---------- |
| 60 m            | Tim Harden · Egyesült Államok                                                       | 6,44       | Tim Montgomery · Egyesült Államok                                                             | 6,46 PB    | Mark Lewis-Francis · Nagy-Britannia                                              | 6,51 PB    |
| 200 m           | Shawn Crawford · Egyesült Államok                                                   | 20,63      | Christian Malcolm · Egyesült Királyság                                                        | 20,76      | Patrick van Balkom · Hollandia                                                   | 20,96      |
| 400 m           | Daniel Caines · Nagy-Britannia                                                      | 46,40      | Milton Campbell · Egyesült Államok                                                            | 46,45      | Danny McFarlane · Jamaica                                                        | 46,74      |
| 800 m           | Jurij Borzakovszkij · Oroszország                                                   | 1:44,49    | Johan Botha · Dél-afrikai Köztársaság                                                         | 1:45,87    | André Bucher · Svájc                                                             | 1:46,46    |
| 1500 m          | Rui Silva · Portugália                                                              | 3:51,06    | Reyes Estévez · Spanyolország                                                                 | 3:51,25    | Noah Ngeny · Kenya                                                               | 3:51,63    |
| 3000 m          | Hisám el-Gerúzs · Marokkó                                                           | 7:37,74    | Mohammed Mourhit · Belgium                                                                    | 7:38,94 NR | Alberto García · Spanyolország                                                   | 7:39,96 PB |
| 60 m gát        | Terrence Trammell · Egyesült Államok                                                | 7,51       | Anier García · Kuba                                                                           | 7,54       | Shaun Bownes · Dél-afrikai Köztársaság                                           | 7,55       |
| Magasugrás      | Stefan Holm · Svédország                                                            | 232 cm     | Andrij Szokolovszkij · Ukrajna                                                                | 229 cm     | Staffan Strand · Svédország                                                      | 229 cm     |
| Rúdugrás        | Lawrence Johnson · Egyesült Államok                                                 | 595 cm     | Tye Harvey · Egyesült Államok                                                                 | 590 cm     | Romain Mesnil · Franciaország                                                    | 585 cm     |
| Távolugrás      | Iván Pedroso · Kuba                                                                 | 843 cm     | Kareem Streete · Kajmán-szigetek                                                              | 816 cm NR  | Carlos Calado · Portugália                                                       | 816 cm NR  |
| Hármasugrás     | Paolo Camossi · Olaszország                                                         | 17,32 m NR | Jonathan Edwards · Nagy-Britannia                                                             | 17,26 m    | Andrew Murphy · Ausztrália                                                       | 17,20 m AR |
| Súlylökés       | John Godina · Egyesült Államok                                                      | 20,82 m    | Adam Nelson · Egyesült Államok                                                                | 20,72 m    | Manuel Martínez · Spanyolország                                                  | 20,67 m    |
| 4 × 400 m váltó | Lengyelország · Piotr Rysiukiewicz · Piotr Haczek · Jacek Bocian · Robert Maćkowiak | 3:04,47    | Oroszország · Alekszandr Ladejscsikov · Ruszlan Mascsenko · Borisz Gorbany · Andrej Szemjonov | 3:04,82 NR | Jamaica · Michael McDonald · Davian Clarke · Michael Blackwood · Danny McFarlane | 3:05,45    |
| Hétpróba        | Roman Šebrle · Csehország                                                           | 6420 pont  | Jón Magnússon · Izland                                                                        | 6233 pont  | Lev Lobogyin · Oroszország                                                       | 6202 pont  |

### Női
| Versenyszám     | Arany                                                                                | Arany        | Ezüst                                                                            | Ezüst      | Bronz                                                                             | Bronz      |
| --------------- | ------------------------------------------------------------------------------------ | ------------ | -------------------------------------------------------------------------------- | ---------- | --------------------------------------------------------------------------------- | ---------- |
| 60 m            | Chandra Sturrup · Bahama-szigetek                                                    | 7,05 PB      | Angela Williams · Egyesült Államok                                               | 7,09 PB    | Chryste Gaines · Egyesült Államok                                                 | 7,12       |
| 200 m           | Juliet Campbell · Jamaica                                                            | 22,64        | LaTasha Jenkins · Egyesült Államok                                               | 22,96 PB   | Natallja Szafronynikava · Fehéroroszország                                        | 23,17      |
| 400 m           | Sandie Richards · Jamaica                                                            | 51,04        | Olga Kotljarova · Oroszország                                                    | 51,56      | Oleszja Zikina · Oroszország                                                      | 51,71      |
| 800 m           | Maria Mutola · Mozambik                                                              | 1:59,74      | Stephanie Graf · Ausztria                                                        | 1:59,78    | Helena Dziurova · Csehország                                                      | 2,01,18    |
| 1500 m          | Hasna Benhassi · Marokkó                                                             | 4:10,83      | Violeta Beclea · Románia                                                         | 4:11,17    | Natalja Gorelova · Oroszország                                                    | 4:11,74    |
| 3000 m          | Olga Jegorova · Oroszország                                                          | 8:37,48 NR   | Gabriela Szabo · Románia                                                         | 8:39,65    | Jelena Zadorozsnaja · Oroszország                                                 | 8:40,15 PB |
| 60m gát         | Anjanette Kirkland · Egyesült Államok                                                | 7,85 PB      | Michelle Freeman · Jamaica                                                       | 7,92       | Nicole Ramalalanirina · Franciaország                                             | 7,96       |
| Magasugrás      | Kajsa Bergqvist · Svédország                                                         | 200 cm       | Inha Babakova · Ukrajna                                                          | 200 cm     | Venelina Veneva · Bulgária                                                        | 196 cm     |
| Rúdugrás        | Pavla Rybová · Csehország                                                            | 4,56 CR      | Szvetlana Feofanova · Oroszország · Kellie Suttle · Egyesült Államok             | 4,51       | nem adták ki                                                                      |            |
| Távolugrás      | Dawn Burrell · Egyesült Államok                                                      | 703 cm       | Tatyjana Kotova · Oroszország                                                    | 698 cm     | Niurka Montalvo · Spanyolország                                                   | 688 cm NR  |
| Hármasugrás     | Tereza Marinova · Bulgária                                                           | 14,91 m PB   | Tatyjana Lebegyeva · Oroszország                                                 | 14,85 m    | Tiombe Hurd · Egyesült Államok                                                    | 14,19 m PB |
| Súlylökés       | Larisza Pelesenko · Oroszország                                                      | 19,84 m      | Nadzeja Asztapcsuk · Fehéroroszország                                            | 19,24 m PB | Szvetlana Kriveljova · Oroszország                                                | 19,18 m    |
| 4 × 400 m váltó | Oroszország · Julija Noszova · Oleszja Zikina · Julija Szotnyikova · Olga Kotljarova | 3:30,00      | Jamaica · Charmaine Howell · Juliet Campbell · Catherine Scott · Sandie Richards | 3:30,79    | Németország · Claudia Marx · Birgit Rockmeier · Florence Ekpo-Umoh · Shanta Ghosh | 3:31,00    |
| Ötpróba         | Natallja Szazanovics · Fehéroroszország                                              | 4850 pont CR | Jelena Prohorova · Oroszország                                                   | 4711 pont  | Karin Ertl · Németország                                                          | 4678 pont  |